# Monte Corchia
Il Monte Corchia è un rilievo montuoso italiano del Parco regionale delle Alpi Apuane, situato nella Toscana settentrionale, in provincia di Lucca; è alto 1678 metri sul livello del mare e riveste un notevole interesse soprattutto speleologico, ma anche alpinistico, paesaggistico e naturalistico.
Su questa montagna insistono alcune cave di marmo, duramente criticate dal movimento No Cav.

## Geografia
Il Monte Corchia è composto da quattro cime: Corchia Ovest (1632 m) Monte Ceto (1032 m) Cima Corchia (1678 m) e le Guglie del Corchia (che a sua volta si divide in Guglie del Corchia sud, 1542 m, e Guglie del Corchia Nord, 1452 m).
Il Monte Corchia è ad ovest del gruppo delle Panie: è separato dalla Pania della Croce da una profonda sella, la Foce di Mosceta, dove è situato il Rifugio del Freo, alto 1180 metri s.l.m.. Il rifugio è uno dei punti di partenza per le salite sullo stesso Corchia, nonché al gruppo delle Panie: Pania della Croce, Pania Secca, Naso dell’Uomo Morto e Pizzo delle Saette.
A nord-ovest del Corchia lo spartiacque principale della catena delle Apuane prosegue verso il Colle Cipollaio e quindi il Monte Altissimo, alto 1589 metri s.l.m.  Sotto il Colle Cipollaio si trova la secolare e buia galleria del Cipollaio: l'antica strada che l'attraversa mette ancora oggi in comunicazione la Garfagnana ad est con la Versilia ad ovest.
A nord del Corchia, oltre il Valico di Fociomboli, c'è il Monte Freddone, presso cui si trova la Baita Ciampi; procedendo oltre si scende nella valle del Torrente Turrite Secca, dove si trova il borgo di Isola Santa con il lago artificiale omonimo, valle questa aperta ad est verso la Valle del Serchio e Castelnuovo di Garfagnana.
A sud del Corchia il versante degrada verso i paesi di Terrinca e Levigliani: quest'ultimo borgo è facilmente raggiungibile da Forte dei Marmi, salendo le Alpi Apuane verso Pietrasanta e Seravezza: Levigliani rappresenta la base di partenza per raggiungere il monte Corchia ed il Gruppo delle Panie.
La vetta del Corchia costituisce un punto panoramico per ammirare il Monte Altissimo, il Monte Fiocca, la Penna di Sumbra, la valle della Turrite Secca, il gruppo delle Panie, il Monte Matanna, la riviera della Versilia e l'Alto Tirreno. Nelle belle giornate si scorgono anche alcune isole dell'arcipelago toscano: la Gorgona, la Capraia e l'isola d'Elba.
Su questa montagna insistono alcune cave di marmo, duramente criticate dal movimento No Cav.

### Buche artificiali
Il Monte Corchia è pieno di buche di sondaggio o per veri e propri scavi della cava di marmo che si trova quasi sulla sommità del monte. I nomi delle buche e dei passaggi sono di sovente quanto più fantasioso venga in mente (buca dell'inganno, buca dei pompieri, ecc.).

### Buche naturali
Assieme a quelle artificiali, sul monte Corchia sono presenti anche tante buche, abissi e grotte carsiche naturali.

## Speleologia
Il complesso carsico del monte Corchia, di cui fanno parte l'Antro del Corchia, l'abisso Fighierà e l'abisso Farolfi, è il secondo più vasto complesso carsico d'Italia ed anche uno dei maggiori del mondo con i suoi 53 km di cunicoli, grotte e gallerie. Gli speleologi hanno già visitato 53 km di grotte e cunicoli, dei quali circa 2 km possono essere visitati liberamente da tutti.
Non lontano dal Corchia si trova altresì la grotta denominata Tana dell’Uomo Selvatico.
L'Antro del Corchia è la maggiore grotta della zona e fu scoperta nel 1840 dal naturalista Simi Emilio di Levigliani che la chiamò buca di Eolo dato che all'entrata si avverte un vento fresco che richiama la non lontana grotta del Vento di Fornovolasco. Nella grotta s'incontrano maestose stalattiti e stalagmiti, colate, crostoni,  concrezioni subacquee multicolori e concrezioni fossili della “Foresta pietrificata”, specchi d'acqua e cascatelle che scendono lungo camini ed una “Galleria della neve”. Nella grotta, la temperatura di 8 gradi resta costante tutto l'anno.